# رؤیا (فیلم ۱۹۸۵)
«رؤیا» (هلندی: De Dream) فیلمی در ژانر درام است که در سال ۱۹۸۵ منتشر شد.